# Mark Rutte
Mark Rutte (født 14. februar 1967 i Haag) er en hollandsk politiker som 1. oktober 2024 overtog posten som NATO's generalsekretær. Han var Hollands premierminster fra 2010 til 2024 og leder af liberale Folkeparti for Frihed og Demokrati (VVD) fra 2006 til 2023
Han har tidligere været minister (ordret oversat: statssekretær) for sociale anliggender og beskæftigelse i Balkenendes regering fra 2002 til 2004, og for uddannelse, kultur og videnskab fra 2004 til 2006. Forud for parlamentsvalget i 2006 blev han valgt til ny partileder for VVD. Ved dette valg mistede partiet seks mandater, men ved valget i 2010 fik VVD flest stemmer, og det lykkedes ham efterfølgende at danne regering og blive den første liberale regeringsleder i 92 år.
Den 23. april 2012 måtte han dog indgive sin afskedsbegæring, da regeringen ikke kunne nå frem til en aftale om et sparebudget. Hans regering varede dermed kun 558 dage, hvilket gør den til den kortest-siddende hollandske regering siden anden verdenskrig. Rutte fortsatte derefter som leder af et forretningsministerium. Ved parlamentsvalget 12. september 2012 styrkede såvel partiet VVD som Mark Rutte deres politiske positioner og Mark Rutte dannede 5. november 2012 en koalitionsregering med det socialdemokratiske arbejderparti Partij van de Arbeid (PvdA). 
Den 2. august 2022 blev Rutte den længstsiddende nederlandske premierminister, da han på det tidspunkt havde siddet længere end Ruud Lubbers (1982–1994). Den 7. juli 2023 indgav Rutte sin regerings afskedsbegæring efter at det ikke var lykkedes hans koalitionsregering at opnå enighed om, hvorledes den stigende indvandring til Nederlandene skal håndteres. Ruttes regering vil fortsætte som et forretningsministerium indtil afholdelsen af det næste valg. Den 10. juli 2023 meddelte han at han ikke forsætter som leder af sit parti efter næste valg og vil forlade hollandsk politik når en ny regering tiltræder.

## Religiøsitet
Rutte er troende og tilhører den protestantiske retning, selvom han nogle gange tvivler på Guds eksistens. Han har udtalt, at kristne værdier er rodfæstet i den jødiske tradition, og at disse to religioner, kristendommen og jødedommen, markant adskiller sig fra islam i form af, at de to førstnævnte adskiller stat og religion.